# Лаклан Маккворі
 
Генерал-майор Лаклан Маккворі, CB англ. Lachlan Macquarie ( [məˈkwɒrɪ] ; шотл. гел. Lachann MacGuaire  ; 31 січня 1762 — 1 липня 1824) — офіцер британської армії та колоніальний адміністратор родом із Шотландії. Маккворі обіймав посаду п'ятого губернатора Нового Південного Уельсу з 1810 до 1821 року і відігравав провідну роль у соціальному, економічному та архітектурному розвитку колонії. Історики вважають, що він мав вирішальний вплив на перехід Нового Південного Уельсу від статусу виправної колонії до вільного поселення і, отже, зіграв важливу роль у формуванні австралійського суспільства на початку дев'ятнадцятого століття.

## Раннє життя
Лаклан Маккворі народився на острові Ульва біля узбережжя острова Малл у Внутрішніх Гебридах, ланцюзі островів біля західного узбережжя Шотландії. Його батько, Лаклан старший, працював теслею і мірошником і був двоюрідним братом провідника клану Маккворі. Його мати, Марґарет, була сестрою впливового Мердока Маклейна. Незважаючи на це, його батьки були відносно бідними і, ймовірно, неписьменними, вони орендували та працювали на невеликій фермі як суборендарі в Оскамаллі. У ранньому підлітковому віці Маккворі відправили здобувати освіту до Единбурга , ймовірно до Королівської середньої школи Единбурга, де він вивчав англійську мову та арифметику.

## Британська армія

### Америка
Маккворі добровільно вступив до британської армії в 1776 році і був призначений до 84-го піхотного полку. Пізніше того ж року він подорожував із ним до Північної Америки, щоб воювати проти революціонерів у Війні за незалежність Америки. По дорозі до Америки він брав участь у битві при Ньюкасл-Джейн, першій морській перемозі британського торгового судна над американським капером. Маккворі спочатку дислокувався в Галіфаксі, Нова Шотландія, і отримав молодше звання хорунжого 9 квітня 1777 року. 18 січня 1781 року він отримав звання лейтенанта і був переведений до 71-го (гірського) піхотного полку, де служив, перебуваючи в Нью-Йорку та Чарлстоні. Маккворі уникнув ймовірного полону чи смерті від рук американців-переможців, зокрема через те, що отримав скерування на Ямайку, якраз на час поразки Британії у війні.

### Індія
У червні 1784 року Маккворі повернувся до Шотландії, де керував маєтками Лохбі свого дядька, капітана Мердока Маклейна. Завдяки впливу Маклейна йому запропонували посаду лейтенанта в 77-му (індустанському) піхотному полку британської армії, яку він зайняв на Різдво 1787 року. Вартість утримання цього полку покривала Ост-Індська компанія, оскільки він був створений спеціально для служби в Індії.
Маккворі прибув зі своїм полком до Бомбея в серпні 1788 року, де він дислокувався протягом двох років. Він був на активній службі з 1790 до 1792 року під час Третьої англо-майсурської війни під командуванням генерала Аберкромбі, брав участь у захопленні Каннанора та облозі Серінґапатама в 1792 році. У серпні 1793 року  він отримав звання майора бригади військ на Малабарському узбережжі і того ж року став масоном у Бомбеї. У вересні 1793 року Маккворі одружився з Джейн Джарвіс, дочкою покійного головного судді Антиґуа Томаса Джарвіса, який володів там рабськими плантаціями. Згідно з їхньою шлюбною угодою, міс Джарвіс мала 6000 фунтів стерлінгів, які були виплачені Маккворі через три роки, коли вона померла від туберкульозу. У 1795 році він брав участь у подальших діях, керуючи військами під час успішної облоги голландського форту в Кочіні. Через рік Маккворі брав участь у взятті Коломбо та інших голландських володінь на Цейлоні, і був призначений командувачем окупаційного гарнізону в Ґалле.
У травні 1797 року Маккворі очолював війська під час катастрофічної кампанії проти повстанських сил раджі Пажассі в джунглях навколо Манантрі. Застосовуючи партизанську тактику, Пажассі завдав значних втрат 77-му полкові, убивши кількох офіцерів, а самого Маккворі було поранено в ногу. Британці спалили всі села в окрузі, але визнали поразку, коли Ост-Індська компанія була змушена укласти мирний договір з Пажассі. Маккворі пішов у відставку зі своєї командної посади незабаром після кампанії.

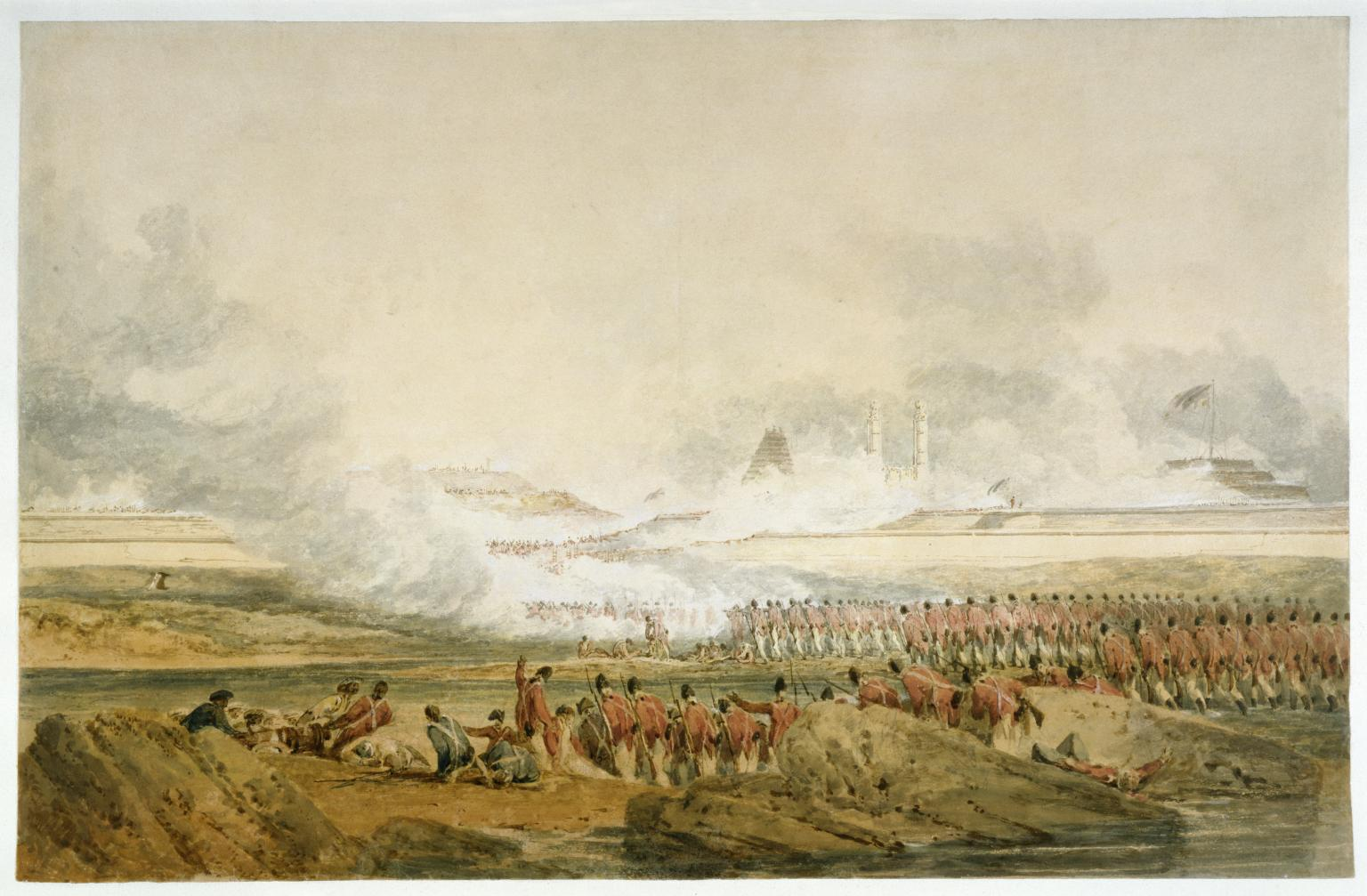
Облога Шріранґапатни, 1799 рік

Він брав участь у фронтових боях під час Четвертої англо-майсурської війни проти військ Типу Султана, допомагаючи перемогти їх спочатку в битві при Сідасірі, а потім під час облоги та штурму палацу Типу в Шріранапатні в 1799 році. Він описав «славетні» наслідки, коли тіла Тіпу та його людей «лежали такими величезними купами на Валах... а також у різних частинах міста, що їх неможливо було нормально порахувати». Після розграбування міста Маккворі отримав 1300 фунтів стерлінгів премії.
У 1800 році Маккворі був частиною британського оточення на чолі з губернатором Дунканом, який змусив Мір Насіруддіна Хана з Сурату підписати угоду з Ост-Індською компанією про передачу цієї провінції під управління Компанії.

### Єгипет
У 1801 році генерал Девід Бейрд призначив Маккворі заступником генерал-ад'ютанта великого британсько-індійського експедиційного корпусу, призначеного для з'єднання з армією сера Ральфа Аберкромбі для вигнання французької армії з Єгипту. Маккворі відплив зі своїм полком до Єгипту з Індії, коли французи вже відступали до Александрії. Він прибув туди через два дні після капітуляції Александрії перед англійцями. Маккворі залишився в Єгипті близько року, протягом якого він зустрівся з братом, а також заразився сифілісом.

### Повернення до Британії, подальші призначення в Індії
У 1803 році Маккворі повернувся до Британії, маючи капітал у 20 000 фунтів стерлінгів. Піднявшись до соціальної еліти, він кілька разів зустрічався з Джейкобом Босанке та директорами Ост-Індської компанії, а також особисто був представлений королю Георгові III. Він служив у Лондоні помічником генерал-ад'ютанта лорда Гаррінґтона і зміг придбати маєток на своєму рідному острові Малл, який він назвав <i id="mwiA">Джарвісфілд</i>. У 1805 році Маккворі було наказано повернутися до Індії, щоб очолити 86-й піхотний полк, а після прибуття також став військовим секретарем губернатора Дункана в Бомбеї.
У 1807 році він здійснив подорож з Індії до Британії через Персію та Росію. Пізніше того ж року Маккворі одружився зі своєю троюрідною сестрою Елізабет Генрієттою Кемпбелл у Девоні та прийняв командування 73-м полком у Шотландії в чині підполковника. У 1808 році дружина Маккворі народила дочку, яка померла в дитинстві.

## Губернатор Нового Південного Уельсу

### Прибуття в Сідней

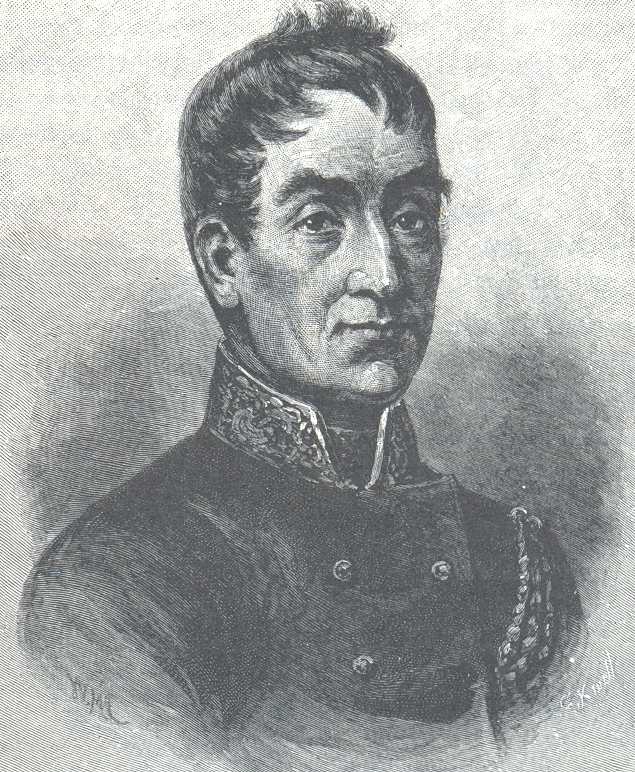
графічний потртрет Лаклана Маккворі

8 травня 1809 року Маккворі був призначений на посаду губернатора Нового Південного Уельсу. Він вирушив до колонії 22 травня 1809 року на HMS <i id="mwng">Dromedary</i> у супроводі HMS <i id="mwoA">Hindostan</i>. З ним на двох кораблях прибув 73-й піхотний полк. Він прибув 28 грудня в гавань Сіднея і офіційно зійшов на берег 31 грудня, приступивши до своїх обов'язків наступного дня. Здійснюючи це призначення, британський уряд змінив свою практику призначення губернаторами морських офіцерів і обрав армійського командира в надії, що той зможе налагодити співпрацю з корумпованим та непокірним Корпусом Нового Південного Уельсу. Завдяки тому факту, що він прибув до Нового Південного Уельсу на чолі свого власного підрозділу регулярних військ, Маккворі не підпав під жодну залежність щодо Корпусу Нового Південного Уельсу, офіцери якого під проводом Джона Макартура бунтували проти попереднього губернатора Вільяма Блая та ув'язнили його.
Коли він прибув до Сіднея в 1809 році, його супроводжував його індійський «хлопчик-раб»  на ім'я Джордж Джарвіс, якого він купив у 1795 році за 160 рупій у віці 6 років (разом із 7-річним Гектором). Джарвіса назвали на честь брата його померлої дружини, а Гектор пізніше втік. Він писав про них у своїх щоденниках: «дуже гарні, красиві, здорові чорні хлопчики».

### Відносини з Корпусом Нового Уельсу
Першим завданням Маккворі було відновити впорядкований, законний уряд і дисципліну в колонії після Ромового повстання 1808 року проти губернатора Вільяма Блая. Британський уряд наказав Маккворі заарештувати двох лідерів Ромового повстання, Джона Макартура та майора Джорджа Джонстона. Однак на той час, коли Маккворі прибув до Сіднея, і Макартур, і Джонстон уже відпливли до Англії, щоб виправдатися. Маккворі негайно взявся за скасування різноманітних ініціатив повстанського уряду  —  наприклад, усі «скасування оплати, надання в оренду та дарування земель», зроблені повстанцями, були відкликані. Однак, після лавини петицій від орендарів, які були надіслані Маккворі, він незабаром повернув їх назад і визнав усі чинними.
Хоча монопольний вплив Корпусу Нового Південного Уельсу незабаром був припинений, військові впливи збереглися, а офіцери мали вплив на систему правосуддя. Сам Маккворі вирішив зберегти мир із рештою офіцерів Корпусу Нового Уельсу та мав двозначне ставлення до повстання проти Блая.

### Цивільні реформи
Частиною роботи Маккворі щодо наведення порядку в колонії було переобладнання арештантського поселення на нормальоне міське середовище організованого поселення з вулицями та парками. План вулиць сучасного центрального Сіднея базується на плані Маккворі.  Найпрестижніші будівлі колонії були побудовані на вулиці Маккворі, яку він назвав на свою честь. Деякі з них стоять і сьогодні, включно з «Ромовою лікарнею», частина якої зараз служить будівлею парламенту Нового Південного Уельсу. Імпозантні будівлі стаєнь, які Маккворі перебрав під урядові потреби, тепер є частиною сучасної споруди, де розміщена Сіднейська музична консерваторія.

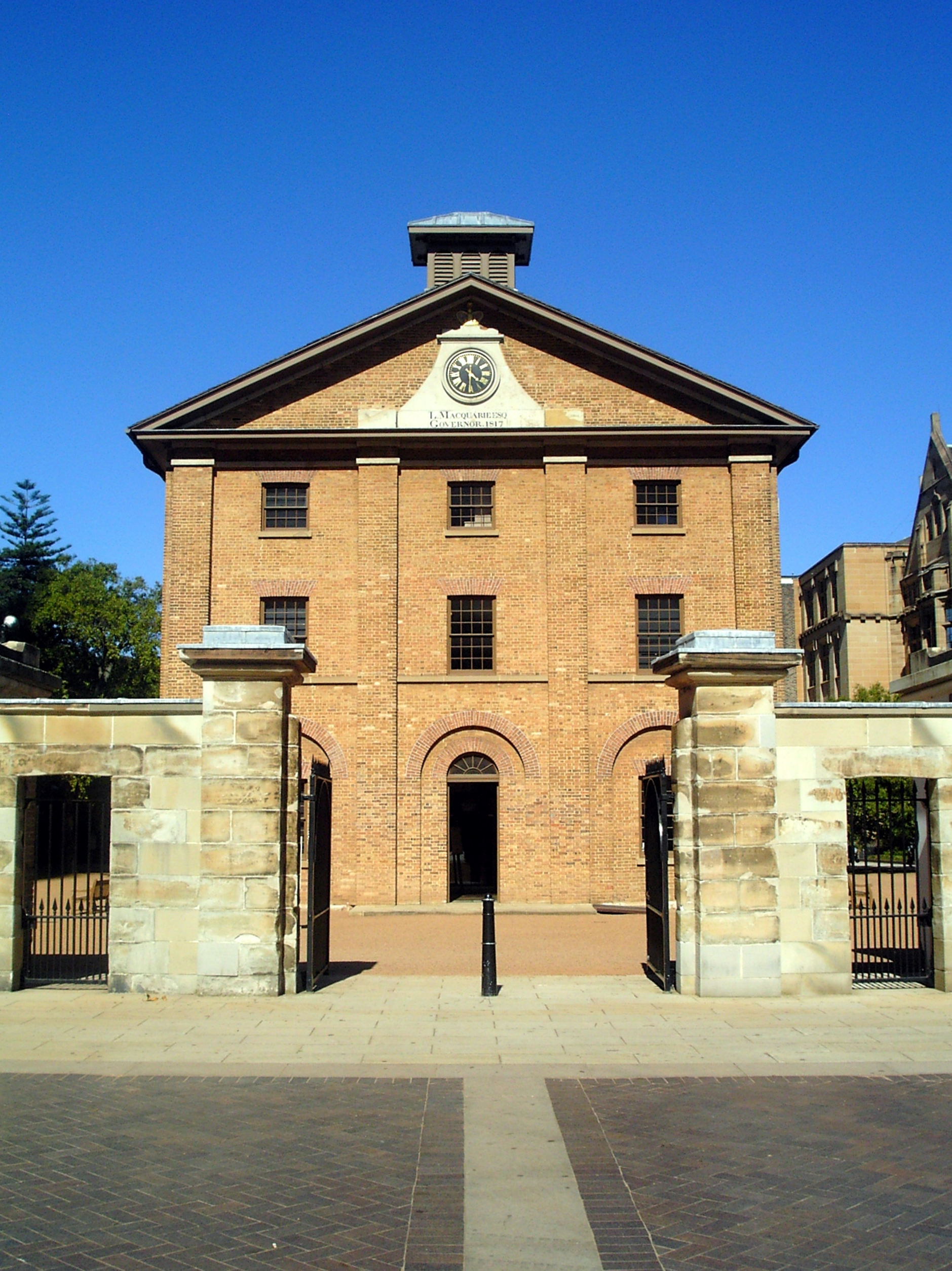
Казарми Гайд-парку

Інші відомі споруди, побудовані під час правління Маккворі, включають жіночу школу для сиріт у Парраматті, церкву Св. Джеймса та казарми Гайд-парку. Він також офіційно назвав і створив Гайд-парк як зону громадського відпочинку. Ці споруди були побудовані Маккворі всупереч забороні британського уряду на дорогі громадські будівельні проекти в колонії і відображають напруженість між баченням Маккворі Сіднея як ґеорґіанського міста та впливових британських колоністів, які вважали його нічим не більшим, ніж табір для дешевої каторжної праці.
Наприкінці 1810 року Маккворі об’їздив регіони навколо Сіднея, даючи назви та розмічаючи місця і плани вулиць майбутніх міст, таких як Ліверпуль, Віндзор і Річмонд. Під час інспекційного візиту до поселення Гобарт-Таун на річці Дервент у землі Ван-Дімена (нині Тасманія) у листопаді 1811 року Маккворі був вражений руйнівним розташуванням міста та наказав урядовому геодезисту Джеймсу Міхану розбити регулярну мережу планування вулиць. Ці геодезичні роботи визначили форму нинішнього центру міста Гобарт. Інша реформа планування інфраструктури, ініційована Маккворі, була здійснена, коли він наказав запровадити обов'язковий лівосторонній рух на дорогах Нового Південного Уельсу.
Маккворі приписують випуск першої офіційної валюти спеціально для обігу в Австралії. У 1812 році він придбав монети 40 000 іспанських доларів і попросив засудженого контрафактника на ім’я Вільям Геншель вирізати центри з монет і поставити на них штампи, щоб відрізнити їх як належність до колонії Новий Південний Уельс. Для центрального кружка (відома як «дамп», «dump») була прийнята вартість у 15 пенсів, а обідок (відомий як дірявий долар) став п’ятьма шилінгами. Будь-яке фальшування нової валюти було оголошене карним сімома роками каторги у вугільних шахтах Ньюкасла. Маккворі також сприяв створенню першого банку колонії, Банку Нового Південного Уельсу, у 1817 році.

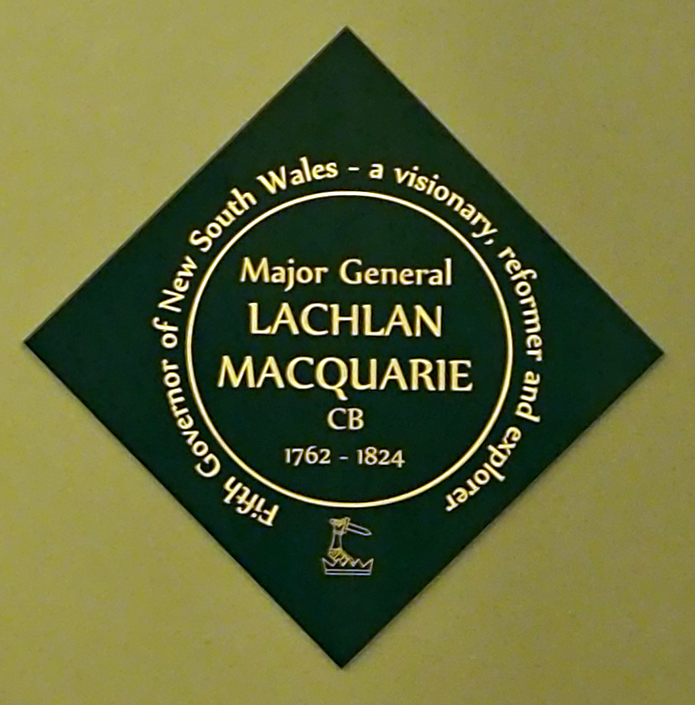
Меморіальна дошка губернатору Маккворі в церкві Святого Якова в Сіднеї

### Соціальні реформи
Маккворі отримав конкретні вказівки щодо заохочення моральності та порядку в колонії. Він пропагував шлюб і відвідування церкви, посилив поліцейські патрулі та ухвалив закони, що забороняють вживання алкоголю в громадських місцях. Центральне місце в цій політиці займали емансипісти: засуджені, строк покарання яких закінчився або яким було дано умовне чи абсолютне помилування. Маккворі хотів, щоб колишні засуджені жили реформованим, законослухняним християнським життям. Спочатку він підтримував лише англіканство, але в 1820 році з певною обережністю також вітав офіційно затверджених католицьких священників.
Деякі з цих звільнених арештантів були або кваліфікованими професіоналами, або дуже розбагатіли, провадячи комерційними підприємствами в колонії. Маккворі розглядав ці категорії колишніх ув'язнених, як ідеальні приклади соціальної трансформації, і винагороджував їх, підвищуючи їхній соціальний статус та призначаючи на важливі державні посади. Наприклад, Френсіс Ґрінвей став колоніальним архітектором, доктор Вільям Редферн — колоніальним хірургом, а Ендрю Томпсон і Сімеон Лорд були призначені радниками магістрату.
Дворянство в колонії, відома як «ексклюзиви», була обурена цими призначеннями, дехто відмовлявся працювати разом із підвищеними колишніми в’язнями. Однак спеціальна комісія перегляду системи каторжників в Австралії в 1812 році, скликана Спеціальним комітетом з транспортування засланців, підтримала ліберальну політику Маккворі. Комісія дійшла висновку, що колонія повинна бути максимально процвітаючою, щоб забезпечити роботою засуджених і заохотити їх стати поселенцями після звільнення.
Маккворі також прихильно ставився до надання земельних ділянок звільненим каторжникам, і в 1811 році, бажаючи розширити британське поселення на південний захід, він надав велику кількість діялянок розміром 30 і 40 акрів в регіоні Аппін колишнім каторжникам. Пізніше, у 1818 році, розширюючи колонізацію в районі Батерст, Маккворі особисто підібрав десятьох поселенців, багато з яких були емансипістами.
Перешкодою для цих соціальних реформ була сильна посуха 1814 року, яка спричинила масову втрату врожаю та худоби. Багато фермерів були близькі до банкрутства, а економіка впадала в подальшу депресію. Крім того, кінець наполеонівських воєн у 1815 році приніс нову хвилю як каторжників, так і цивільних поселенців до Нового Південного Уельсу, подвоївши біле населення. Маккворі використав свою програму цивільного будівництва для заохочення зайнятості та економічної діяльності.

### Судові реформи
Зусилля Маккворі дозволити звільненим з ув'язнення займати офіційні посади також поширювалися на судову систему, де через брак юристів засудженим колишнім адвокатам, таким як Едвард Іґар, дозволялося розглядати цивільні справи. У 1814 році, після заснування Верховного суду Нового Південного Уельсу та приходу його першого судді, Джеффрі Гарта Бента, відносини Маккворі з судами стали нестабільними. Бент, переконаний консерватор, привів із собою соліситорів Фредеріка Ґарлінґа та Вільяма Мура і відмовився розглядати справи, подані адвокатами колишніх засуджених. Подальша особиста неприязнь між ним і Маккворі призвела до того, що суд не міг працювати. Бент поскаржився британському уряду, що Маккворі заслуговує звинувачення в авторитарних ексцесах, а Маккворі скаржився, що Бент не підпорядковується. Як наслідок, Ерл Батерст, державний секретар у справах колоній, намагаючись забезпечити функціонування суспільства в колонії, відкликав Бента до Англії та оскаржив Маккворі. Ця ситуація сприяла тому, що в 1819 році для розслідування справ Нового Південного Уельсу було направлено комісара Джона Томаса Біґґе.

### Сприяння розвідці ресурсів
Маккворі був великим спонсором британських експедиційних досліджень у колонії. Він сам брав участь у низці експедицій навколо Сіднейського басейну та інших регіонів, включаючи Джервіс-Бей, Порт-Стівенс, річку Гантер, Батерст і Землю Ван-Дімена. Він незмінно називав визначні пам'ятки та нові поселення, які йому траплялися, на честь себе, дружини чи представників британської аристократії.
У 1813 році він уповноважив Грегорі Блексленда, Вільяма Вентворта та Вільяма Лоусона успішно перетнути Блакитні гори та стати першими некорінними жителями, які побачили великі внутрішні рівнини. Пізніше того ж року Джордж Еванс, скерований Маккворі для подальших досліджень цього внутрішнього регіону, натрапив на нову річкуі назвав її Маккворі. У 1815 році Маккворі наказав заснувати на цій річці Батерст, який став першим внутрішнім британським поселенням Австралії. Еванс провів подальші дослідження на південний захід у 1815 році за дорученням губернатора і назвав річку Лаклан на його честь.
Маккворі призначив Джона Окслі генеральним геодезистом і відправив його в експедиції в 1817–1818 роках для подальшого дослідження річки Лаклан, Ліверпульських рівнин і північного узбережжя Нового Південного Уельсу та пошуку придатних для колонізації земель. Окслі, дотримуючись традиції називати географічні об’єкти іменем губернатора, назвав перспективну прибережну затоку Порт-Маккворі.

### Політика щодо аборигенів

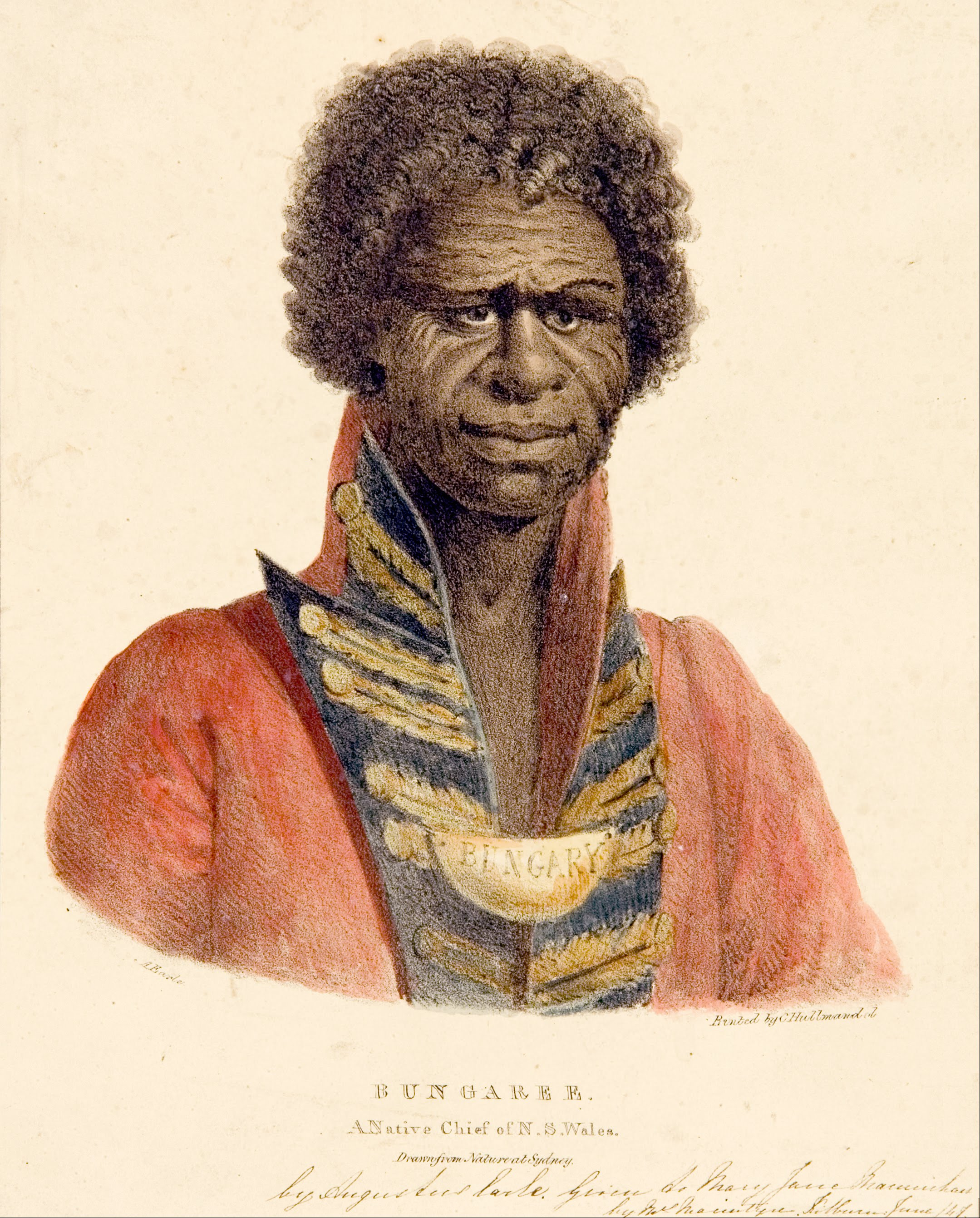
Бунгарі зображений з горжетом, подарованим йому губернатором Маккворі

Політика Маккворі щодо австралійських аборигенів полягала в кооперації та асиміляції, підкріпленій військовим примусом. Після прибуття в колонію в 1810 році Маккворі виголосив промову, в якій висловив побажання, щоб «до корінних жителів цієї країни... завжди ставилися з добротою та увагою», і протягом наступних чотирьох років не виникало конфліктів. Проте взимку 1814 року кілька поселенців і аборигенів було вбито під час конфлікту в районі річки Непеан. Спочатку Маккворі виступив із закликами до миру, але пізніше послав озброєну експедицію для патрулювання території.
Прагнучи покращити відносини, Маккворі організував конференцію в Парраматті 28 грудня 1814 року для всіх аборигенів у регіоні, а в січні 1815 року він відкрив Інститут корінних жителів Парраматти для навчання дітей аборигенів. Близько сорока дітей-аборигенів, декого з яких «відібрали» у їхніх батьків, а інших забрали під час прикордонного конфлікту, стали учнями, і Вільям та Елізабет Шеллі навчали їх за британською традицією. Схоже, що з дітьми в основному добре поводилися, і в 1819 році Марія Лок найкраще за всіх здала іспити в колонії. Проте ця інституція також була свідомою спробою применшити вплив і майбутнє культури корінних народів і, можливо, сприяла подальшому розчаруванню та ворожості.
Маккворі також розробив стратегію винагороди аборигенів, які допомагали британцям, оголошуючи їх «вождями їхніх племен» та вручаючи їм латунний нагрудний знак (відомий як горжет ), вигравіруваний з їхнім іменем і титулом, хоча це часто не відображало їх фактичний клановий статус. Маккворі також нагородив цих «вождів» невеликими ділянками землі, відведеними для користування їхніми родинами. Першим одержувачем цих нагород був Банґарі, якому в 1815 році було видано горжет, човен і 15 акрів у Жорж-Гед. У 1816 році Маккворі наділив горжетами та земельними ділянками Колбі та Нурраґінґі за їхню роль у допомозі військовим операціям проти ворожих аборигенів уздовж річки Непіан. Практика колоністів дарувати горжети «лояльним» аборигенам тривала багато десятиліть по всій Австралії.

У березні 1816 року аборигени зіткнулися зі значним опором, особливо в Сілвердейлі, де велика група аборигенів убила чотирьох поселенців, використавши списи і викрадені мушкети. Маккворі наказав мобілізувати три загони військових, щоб вирушити: 
у внутрішні райони та віддалені частини колонії з метою покарання ворожих тубільців, повністю очистивши країну від них... у випадку, якщо тубільці вчинять найменший опір – або відмовляться здатися, у відповідь на вимогу підкоритися. Офіцерам, призначеним командувати військовими загонами, було дозволено стріляти в них... розвішуючи на деревах тіла тубільців, убитих при таких обставинах, щоб вселити більший жах у тих, хто виживе.

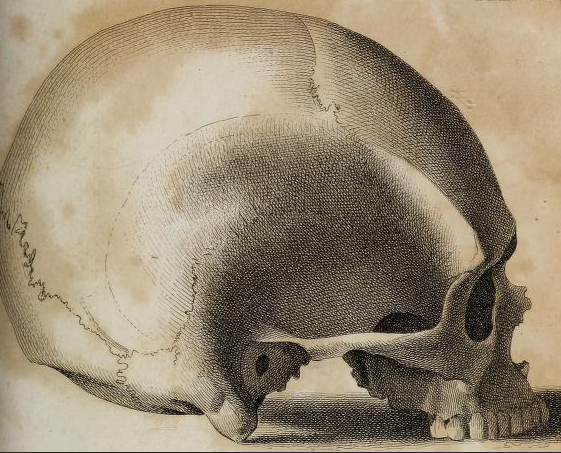
Малюнок черепа Каннабайґала, убитого в Аппіні

17 квітня загону з 33 гренадерів на чолі з капітаном Джеймсом Воллісом вдалося оточити велику групу людей племен ґанданґара і таравал біля ущелини річки Катаракт у верхньому басейні Непеа. Щонайменше 14 чоловіків, жінок і дітей були вбиті, деякі застрелені, а інші впали зі скель. Це стало відомо як різанина в Аппіні. Трупи двох чоловіків, Каннабайгала і Даннелла, були розвішані на деревах згідно з інструкціями Маккворі, а череп Каннабайгала пізніше був доставлений до Шотландії. Двоє вцілілих жінок і троє дітей потрапили в полон, і Маккворі винагородив Волліса за його зусилля, призначивши його комендантом поселення каторжників у Ньюкаслі.
Ворожнеча тривала протягом більшої частини решти 1816 року, коли Маккворі оголосив, що аборигенам не дозволяється входити в заселені райони без паспорта, і видав накази про пошук і знищення ще 10 аборигенів. На початку 1817 року ці дії Маккворі поклали край опору аборигенів у тих подіях, що зараз відомі як Гоксберійська та Непійська війни.

### Комісія Біґґе
Політика Маккворі, особливо його відстоювання емансипованих засуджених і щедрі витрати урядових грошей на громадські роботи, викликала опозицію як у колонії, так і в Лондоні, де уряд все ще бачив Новий Південний Уельс як виправну колонію, місце, якого слід боятися засудженим. Тому в 1819 році Ерл Батерст призначив англійського суддю Джона Біґґе відвідати Новий Південний Уельс і доповісти про його управління.
Бігґе консультувався з «ексклюзивними» колоністами, такими як Джон Макартур, Семюель Марсден і Арчибальд Белл, які були категорично проти соціальних реформ Маккворі. Вони хотіли, щоб засуджених усунули від державних будівельних робіт у містах і натомість затруднили у вівчарстві на придбаних ними великих пасовищах. Біґґе погоджувався з цими думками і бачив, що державні витрати можна було б значно скоротити, а британська вовняна промисловість зміцнитись, якби велику кількість засуджених призначали цим «людям капіталу» як дешеву робочу силу.
Згодом у звітах Біґґа описувалося, що Маккворі помилився, зробивши Новий Південний Уельс місцем для повернення засуджених у суспільство, а не місцем покарання, і стверджувалося, що його політика виправлення емансипованих була не лише «недоцільною та небезпечною». ", але призводила до "актів насильства" над давнішими земельними колоністами.
Маккворі кілька разів подавав запити про свою відставку, яка була прийнята в 1820 році, а Томас Брісбен замінив його на посаді губернатора в 1821 році. Маккворі служив довше, ніж будь-який інший губернатор, але невдовзі, у 1824 році, загальна влада в цій ролі була зменшена введенням Законодавчої ради Нового Південного Уельсу, першого законодавчого органу Австралії, призначеного консультувати губернатора.

## Повернення до Шотландії, смерть і спадщина

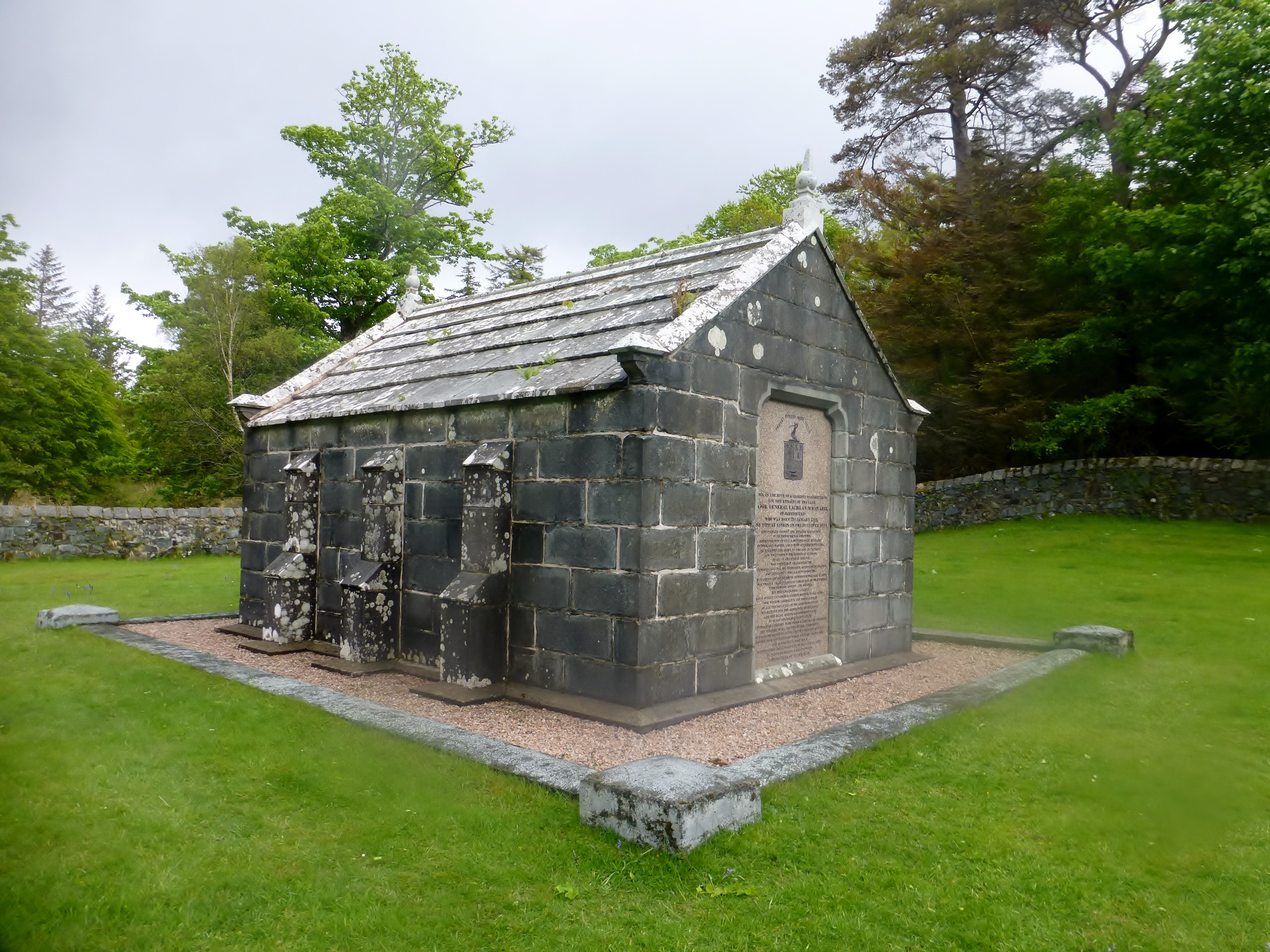
Мавзолей Маккворі на острові Малл у західній Шотландії.

Маккворі повернувся до Шотландії та помер у Лондоні в 1824 році, коли був зайнятий захистом від звинувачень Бігґе. Однак його репутація продовжувала зростати після його смерті, особливо серед емансипістів та їхніх нащадків, які становили більшість населення Австралії аж до початку Австралійської золотої лихоманки. Сьогодні багато хто вважає його найбільш освіченим і прогресивним з перших губернаторів, які прагнули влаштувати Австралію як країну, а не як гігантський концтабір.
Націоналістична школа австралійських істориків розглядала його як одного з перших національних героїв країни. Маккворі офіційно прийняв назву Австралія для континенту, назву, запропоновану мандрівником Метью Фліндерсом, який.першим обплив Австралію. Походження назви «Австралія» тісно пов’язане з Маккворі, який вперше використав цю назву в офіційній депеші в 1817 році. Крім багатьох географічних об’єктів, які носіфять його ім'я, також є багато австралійських установ, таких як Університет Маккворі в Сіднеї, названий на його честь. Маккворі отримав звання полковника в 1810 році, бригадного генерала в 1811 році і генерал-майора в 1813 році, обіймаючи посаду губернатора.
Маккворі був похований на острові Малл у родинній усипальниці біля Салену разом із дружиною, дочкою та сином. Могила зберігається Національним фондом Австралії та має напис «Батько Австралії».

## Меморіали

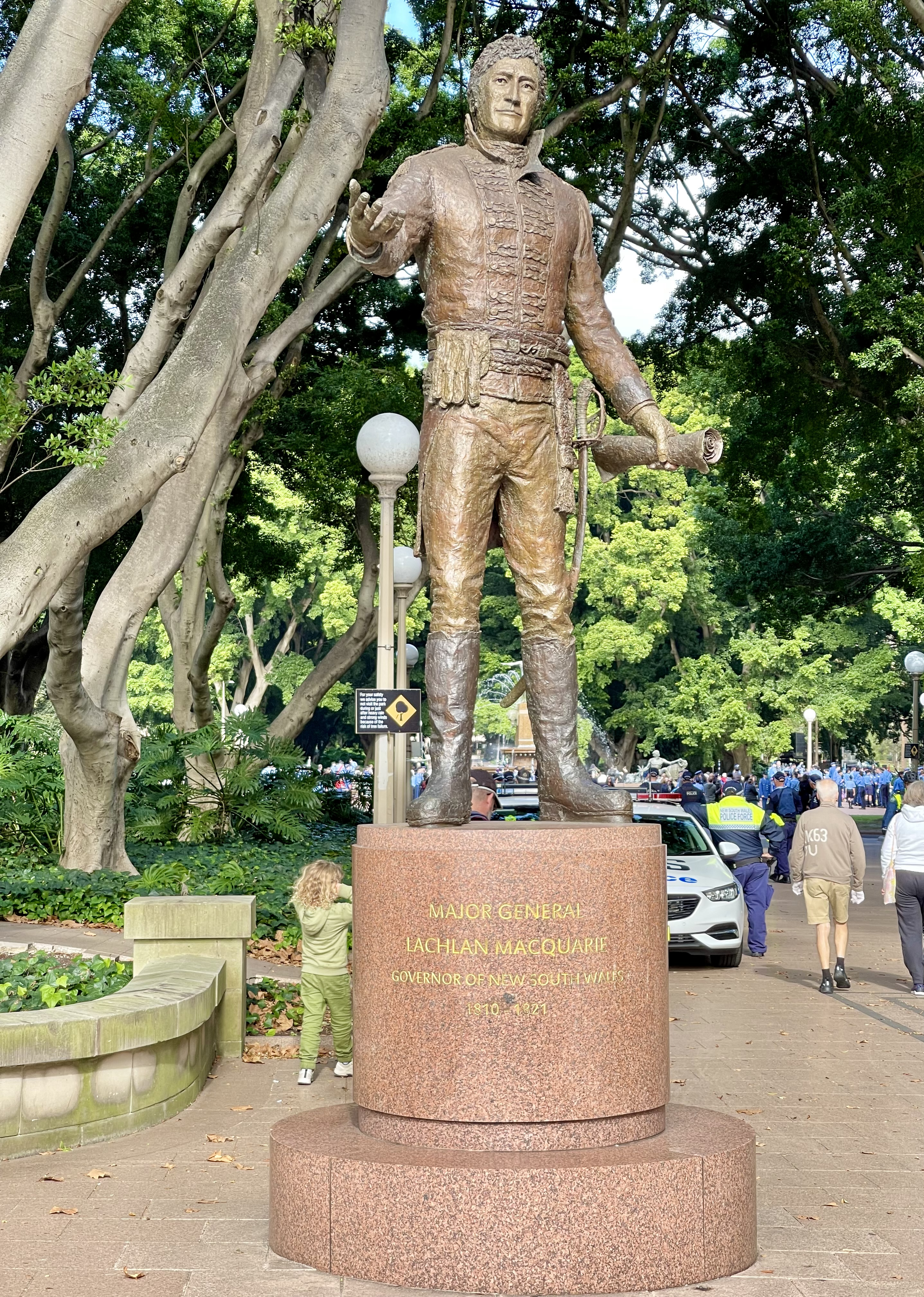
Пам'ятник Лаклану Маккворі в Гайд-парку, Сідней

Статуя Маккворі, створена Терренсом Пловрайтом у 2012 році на замовлення уряду Нового Південного Уельсу, стоїть біля північного входу в Гайд-парк у центрі Сіднея. Поруч є напис: «Він був досконалим джентльменом, християнином і вищим законодавцем людського серця». Відповідність статуї та напису була поставлена під сумнів з огляду на його каральні експедиції проти корінного населення.

## Топоніми

Герб Маккворі

Багато місць в Австралії були названі на честь Маккворі (деякі з них були названі самим Маккворі). Вони включають:
Під час його губернаторства або незабаром після цього:
- Острів Маккворі, між Тасманією і Антарктидою. Наступна тектонічна плита Маккворі, хребет і перешийок, який тягнеться на північ від острова, також названі на честь Маккворі[71].
- Озеро Маккворі на узбережжі Нового Південного Уельсу між Сіднеєм і Ньюкаслом було назване на честь Маккворі в 1826 році[72].
- Річка Маккворі, важлива внутрішня річка в Новому Південному Уельсі, яка протікає через Батерст, Веллінґтон, Даббо та Воррен перед тим, як впасти в болота Маккворі та річку Барвон[73]
- Гора Маккворі, найвища точка графства Блейні висотою 1100 метрів над рівнем моря. Деякий час вона називалася горою Лаклан[73]
- Річка Лаклан, ще одна значна річка в Новому Південному Уельсі [73]
- Порт-Маккворі, місто в гирлі річки Гастінґс на середньому північному узбережжі Нового Південного Уельсу [74]
- Перевал Макворі, маршрут, що перетинає схил між районом Іллаварра та районом Саутерн-Гайлендс Нового Південного Уельсу
- Потік Маккворі, річка довжиною 23 кілометри, яка бере початок поблизу Робертсона, Новий Південний Уельс і впадає в озеро Іллаварра
- Навколо Сіднея:
  - Маккворі-стріт, одна з головних вулиць центрального ділового району Сіднея, де є будинок парламенту Нового Південного Уельсу [75]
  - Маккворі-Плейс, невеликий парк у центральному діловому районі Сіднея
  - Маяк Маккворі, перший і найдовше діючий навігаційний вогонь Австралії [76]
  - Колишній Форт-Маккворі на мисі Беннелонґ [77]
  - Маккворі-Філдс, тепер передмістя Сіднея, але назване землеміром Евансом на честь губернатора
- У Тасманії:
  - Маккворі-стріт, одна з головних вулиць Гобарта [78]
  - Маккворі Стріт, одна з головних вулиць історичного міста Евандейл, міста, яке він заснував у 1811 році [10]
  - Гавань Маккворі, на західному узбережжі [79]
  - Річка Маккворі, [10] велика багаторічна річка в регіоні Мідлендс
- У Новому Південному Уельсі,
  - Пірс Маккворі, названий на честь губернатора Маккворі в 1818 році Джеймсом Уоллісом, це хвилеріз у гирлі річки Гантер для порту Ньюкасл, що з’єднує Ноббіс-Гед із материком у Саут-Гед (тепер Форт-Скречлі) [80]
  - Готель Маккворі-Армс у Віндзорі, Новий Південний Уельс, побудований у 1815 році. Він припинив роботу в 1840 році, але знову відкрився в 1874 році і з тих пір постійно використовувався як готель [81]
  - Лаклан Маккворі Вард, Парраматта

Через багато років після його губернаторства:
- Маккворі-Парк і Маккворі-Лінкс, передмістя Сіднея
- Торговий центр Маккворі, Норт-Райд
- Маккворі, передмістя Канберри, Австралія [82]
- Лаклан-стріт, Маккворі, Канберра, Австралія [83]
- Відділ Маккворі, один із перших 75 відділів Палати представників Австралії, створених для австралійського парламенту в 1901 році [84]

Заклади імені Маккворі:
- Лікарня Маккворі, Сідней
- Університет Маккворі, Сідней [85]
- Macquarie Group, інвестиційний банк, створений у 1985 році, використовуючи один із «дірявих доларів» губернатора Маккворі як свій символ [86]
- Громадський коледж Маккворі, місцевий навчальний заклад для дорослих на північному заході та заході Сіднея
- Macquarie Grammar School, Сідней [87]
- Macquarie Correctional Center, чоловіча установа максимального рівня безпеки, керована Corrective Services New South Wales, яка розташована у Веллінгтоні, Новий Південний Уельс [88]

### Цитування
1. 1 2 3 4 5  Lundy D. R. The Peerage
2. ↑  https://www.parliament.nsw.gov.au/about/Pages/A-List-of-Governors-of-New-South-Wales.aspx
3. 1 2  McLachlan, 1967.
4. ↑  Davison, Hirst та MacIntyre, 1998, с. 405.
5. ↑  Ward, 1975, с. 37–38.
6. ↑  Molony, 1987, с. 47.
7. ↑  Keay та Keay, 1994.
8. 1 2  Ellis, 1952, с. 4.
9. ↑  Woollright, Henry Herriot (1907). Records of the Seventy-Seventh (East Middlesex) The Duke of Cambridge's Own Regiment of Foot now the Second Battalion The Duke of Cambridge's Own (Middlesex Regiment). Aldershot: Gale & Polden.
10. 1 2 3 4 5 6 7 8 9 10 11 12 13 14  Lachlan and Elizabeth Macquarie Archive. LEMA. Macquarie University. Процитовано 22 січня 2022.
11. 1 2 3 4 5 6 7 8 9  Turbet, Peter (2011). The First Frontier. Dural: Rosenberg.
12. ↑  Fernandes, 2018, с. 15.
13. ↑  Fletcher, 2009, с. 109.
14. ↑  Macquarie, Lachlan. Papers of the Macquarie family. trove.nla.gov.au. National Library of Australia. Процитовано 23 січня 2022.
15. ↑  Page, Anthony (1 січня 2009). Enlightenment, Empire and Lachlan Macquarie's Journey Through Persia and Russia. History Australia. 6 (3): 70.1—70.15. doi:10.2104/ha090070. ISSN 1449-0854.
16. ↑  Ward, 1975, с. 36.
17. ↑  The Governor Exhibition Guide (PDF). The Governor – Lachlan Macquarie. State Library of NSW. Архів оригіналу (PDF) за 11 грудня 2013. Процитовано 14 лютого 2013.
18. ↑  Arnott, Georgina (14 грудня 2021). Lachlan Macquarie was a slave owner and he wasn't the only one. It's time to update the history books. ABC Radio National.
19. ↑  Jarvis, George (1790–1825). Australian Dictionary of Biography. National Centre of Biography, Australian National University.
20. 1 2  Hughes, 1986, с. 294.
21. 1 2 3  Karskens, Grace (2009). The Colony. Sydney: Allen & Unwin.
22. ↑  Evatt, H.V. (1938). Rum Rebellion. Sydney: Angus & Robertson.
23. 1 2 3  Ward, 1975, с. 37.
24. ↑  Sharpe, 2000, с. 41.
25. ↑  Hughes, 1986, с. 297.
26. ↑  Hughes, 1986, с. 295.
27. ↑  Ellis, 1952, с. 208.
28. ↑  GOVERNMENT AND GENERAL ORDERS. The Sydney Gazette and New South Wales Advertiser. Т. EIGHTEENTH, № 874. New South Wales, Australia. 19 серпня 1820. с. 1.
29. ↑  National Museum of Australia collection highlights: Holey dollar. Архів оригіналу за 16 січня 2012. Процитовано 24 січня 2012.
30. ↑  Proclamation, By His Excellency LACHLAN MACQUARIE, Esquire, Captain General, Governor and Commander in Chief, in and over His Majesty's Territory of New South Wales and its Dependencies, &c. &c. &c. The Sydney Gazette and New South Wales Advertiser. Т. ELEVENTH, № 498. New South Wales, Australia. 10 липня 1813. с. 1.
31. ↑  Ward, 1975, с. 39.
32. ↑  Molony, 1987, с. 41.
33. ↑  Macquarie to Lord Bathurst, 18 May 1818. Historical Records of Australia. Series I vol. 9. 1917. с. 801.
34. ↑  Sternbeck, Michael (2022). For a godly purpose: planning Saint Mary’s Chapel in old Sydney-town (PDF). Journal of the Australian Catholic Historical Society. 43: 1—24. Процитовано 6 січня 2023.
35. ↑  Ellis, 1952, с. 228.
36. ↑  Hughes, 1986, с. 151.
37. ↑  Ward, 1975, с. 35-37.
38. ↑  Great Britain. Parliament. House of Commons. Select Committee on Transportation; Auckland, George Eden, Earl, 1784-1849 (1812), Report from the Select Committee on Transportation, Ordered by the House of Commons to be printed, с. 22—31, архів оригіналу за 1 січня 2018, процитовано 31 грудня 2017
39. 1 2  Gapps, Stephen (2021). Gudyarra, The First Wiradyuri War of Resistance. Sydney: NewSouth.
40. ↑  Classified Advertising. The Sydney Gazette and New South Wales Advertiser. Т. ELEVENTH, № 510. New South Wales, Australia. 2 жовтня 1813. с. 1. Архів оригіналу за 7 жовтня 2019. Процитовано 29 серпня 2019.
41. ↑  Hughes, 1986, с. 301.
42. ↑  Appleton, 1986, с. 101.
43. ↑  [Abstract of the New Charter]. The Sydney Gazette and New South Wales Advertiser. Т. TWELFTH, № 562. New South Wales, Australia. 17 вересня 1814. с. 1 (Supplement to the Sydney Gazette, and New South Wales Advertiser).
44. ↑  Classified Advertising. The Sydney Gazette and New South Wales Advertiser. Т. TWELFTH, № 554. New South Wales, Australia. 30 липня 1814. с. 1.
45. ↑  Sydney. The Sydney Gazette and New South Wales Advertiser. Т. SEVENTEENTH, № 829. New South Wales, Australia. 9 жовтня 1819. с. 3.
46. ↑  Hughes, 1986, с. 336.
47. ↑  Conway, 1966.
48. ↑  Macquarie's crossing. Discover Collections. State Library of NSW. Архів оригіналу за 1 лютого 2016. Процитовано 12 грудня 2013.
49. ↑  Oxley, John (1819). JOURNALS OF TWO EXPEDITIONS INTO THE INTERIOR OF NEW SOUTH WALES.
50. ↑  The Governor – Lachlan Macquarie. State Library of NSW. Архів оригіналу за 12 жовтня 2012. Процитовано 13 лютого 2013.
51. 1 2  Hale, Patricia; Keonemann, Tanya (2010). Rethinking Governor Macquarie's Aboriginal policy (PDF). Heritage Council of New South Wales. Архів (PDF) оригіналу за 18 вересня 2017. Процитовано 24 серпня 2017.
52. ↑  Teaching Heritage website. Архів оригіналу за 2 липня 2005. Процитовано 2 жовтня 2005.
53. ↑  Aboriginal Relations. The Governor – Lachlan Macquarie. State Library of NSW. Архів оригіналу за 11 грудня 2013. Процитовано 14 лютого 2013.
54. ↑  Marlow, 2016.
55. ↑  Kohen, 1993.
56. ↑  Kass, 2005.
57. ↑  Fowler, Verlie. Massacre at Appin 1816. Cambelltown Stories. Campbelltown & Airds Historical Society Inc. Архів оригіналу за 18 березня 2012. Процитовано 18 травня 2012.
58. 1 2 3  Bigge, John Thomas (1822). Report of the Commissioner of Inquiry into the state of the colony of New South Wales.
59. ↑  Bigge, John Thomas (1823). Report of the Commissioner of Inquiry on agriculture and trade in the colony of New South Wales.
60. ↑  Bigge, John Thomas (1823). Report of the Commissioner of Inquiry on the Judicial Establishments of New South Wales.
61. ↑  History of Democracy in NSW. parliament.nsw.gov.au. Parliament of NSW. Архів оригіналу за 15 червня 2016. Процитовано 14 лютого 2013.
62. ↑  The Governor. The Governor – Lachlan Macquarie. State Library of NSW. Архів оригіналу за 12 жовтня 2012. Процитовано 14 лютого 2013.
63. ↑  Ellis, 1952, с. 431.
64. ↑  Davison, Hirst та MacIntyre, 1998, с. 406.
65. ↑  Macquarie's Influence. Macquarie University. Архів оригіналу за 24 серпня 2017. Процитовано 24 серпня 2017.
66. ↑  Governor Lachlan Macquarie. Monument Australia. Процитовано 29 січня 2022.
67. ↑  Taylor, Andrew (23 серпня 2017). Clover Moore refers concerns about Macquarie statue to Indigenous panel. The Sydney Morning Herald. Архів оригіналу за 24 серпня 2017. Процитовано 24 серпня 2017.
68. ↑  Mee, Cameron; Robertson, James (26 серпня 2017). Vandals deface Hyde Park statues in Australia Day protest. The Sydney Morning Herald. Архів оригіналу за 26 серпня 2017. Процитовано 26 серпня 2017.
69. ↑  Koziol, Michael (26 серпня 2017). Vandalism of Hyde Park statues is a 'deeply disturbing' act of Stalinism, says Malcolm Turnbull. The Sydney Morning Herald. Архів оригіналу за 26 серпня 2017. Процитовано 26 серпня 2017.
70. ↑  Macquarie Coat of Arms. Macquarie University Library. Архів оригіналу за 5 березня 2011. Процитовано 18 березня 2011.
71. ↑  Macquarie Island station: a brief history. antarctica.gov.au (англ.). Архів оригіналу за 13 червня 2012. Процитовано 28 грудня 2019.
72. ↑  Extract – Geographical Names Board of NSW. gnb.nsw.gov.au. Архів оригіналу за 24 жовтня 2019. Процитовано 28 грудня 2019.
73. 1 2 3  Genoni, Paul (2004). Subverting the Empire: Explorers and Exploration in Australian Fiction. National Library of Australia. с. 30.
74. ↑  Port Macquarie. Encyclopedia Britannica. Архів оригіналу за 17 квітня 2019. Процитовано 28 грудня 2019.
75. ↑  Munro, Catharine (15 вересня 2007). Forever elegant on the street Lachlan built. The Sydney Morning Herald. Процитовано 28 грудня 2019.
76. ↑  Macquarie Lighthouse 2018. Sydney Living Museums (англ.). 21 серпня 2018. Процитовано 29 грудня 2019.
77. ↑  BENNILONG POINT AND FORT MACQUARIE. Sydney Morning Herald. New South Wales, Australia. 23 лютого 1901. с. 11. Процитовано 30 грудня 2019.
78. ↑  Howarth, Carla (28 травня 2019). 'Diplomat, peacemaker, survivor': Should Truganini be honoured with a public space in her name?. ABC News (en-AU) . Процитовано 29 грудня 2019.
79. ↑  Macquarie Harbour. Encyclopedia Britannica. Архів оригіналу за 28 травня 2019. Процитовано 29 грудня 2019.
80. ↑  Di Gravio, Gionni (11 вересня 2013). The life and times of Macquarie Pier. Hunter Living Histories. Процитовано 31 січня 2022.
81. ↑  History. Macquarie Arms Hotel. Архів оригіналу за 6 лютого 2022. Процитовано 6 лютого 2022.
82. ↑  ACTmapi Place Names. Архів оригіналу за 18 травня 2019. Процитовано 29 грудня 2019.
83. ↑  Place Names Canberra. ACT government. Архів оригіналу за 6 лютого 2022. Процитовано 6 лютого 2022.
84. ↑  Profile of the electoral division of Macquarie (NSW). Australian Electoral Commission. Архів оригіналу за 12 вересня 2018. Процитовано 29 грудня 2019.
85. ↑  History. Macquarie University. Архів оригіналу за 7 жовтня 2017. Процитовано 29 грудня 2019.
86. ↑  Macquarie Bank set to open in February. The Canberra Times. Т. 59, № 18,015. Australian Capital Territory, Australia. 24 січня 1985. с. 14. Процитовано 6 лютого 2022.
87. ↑  About. Macquarie Grammar School. 27 січня 2017. Процитовано 6 лютого 2022.
88. ↑  admin. Corrective Services NSW Home. Corrective Services NSW Home (en-AU) . Процитовано 26 вересня 2022.

## Подальше читання
- Alexander, Alison, ред. (2005). The Companion to Tasmanian History. Hobart: Centre for Tasmanian Historical Studies, University of Tasmania. ISBN 1-86295-223-X.
- Butler, Peter; Dillon, Harry (2010). Macquarie: From Colony to Country. Milsons Point, N.S.W: Random House Australia. ISBN 978-1-86471-030-4.
- Inglis, Alison (Autumn 2014). The Father of Australia. Scots Heritage Magazine. 65: 20—25.
- Page, Anthony, "Enlightenment, empire and Lachlan Macquarie's journey through Persia and Russia", History Australia, 6:3 (2009), pp. 70.1-15.
- Phillips M. A Colonial Autocracy: New South Wales Under Governor Macquarie, 1810–1821 — 1 — London: P. S. King, 1909. — 363 p.
- Richards, D. Manning (2012). Destiny in Sydney: An epic novel of convicts, Aborigines, and Chinese embroiled in the birth of Sydney, Australia. First book in Sydney series. Washington DC: Aries Books. ISBN 978-0-9845410-0-3
- Ritchie, John (1986). Lachlan Macquarie a biography. Carlton, Vic: Melbourne University Press. ISBN 978-0-522-84321-7.
- Robson, L. L. (1983). A history of Tasmania. Т. 1. Oxfordshire: Oxford University Press. ISBN 0-19-554364-5.

- Епоха Маккворі – Державна бібліотека Нового Уельсу
- Архів Лаклана та Елізабет Маккворі – Університет Маккворі
- Подорожі в часі